# Tenjo (plaats in Indonesië)
Tenjo is een bestuurslaag in het regentschap Bogor van de provincie West-Java, Indonesië. Tenjo telt 10.687 inwoners (volkstelling 2010).